# Steatoza
Steatóza je v medicini čezmerno nabiranje maščobe v različnih celicah, tkivih ali organih. Najpogosteje prizadene jetra, ki predstavlja primarni organ, v katerem poteka presnova maščob; govorimo o zamaščenosti jeter. Sicer pa se lahko pojavi tudi v drugih organih, vključno s srcem, ledvicami in mišicami. Če ni drugače specificiran (na primer kot steatoza srca), se izraz steatoza praviloma nanaša na jetra. 
Steatoza je povezana z več dejavniki tveganja; mednje spadajo na primer sladkorna bolezen, pomanjkanje beljakovin v prehrani, povišan krvni tlak, celični toksini, debelost, anoksija (zelo hudo pomanjkanje kisika v tkivih) in spalna apneja.
Steatoza je odraz motenih procesov sinteze in eliminacije trigliceridov. Presežne maščobe se kopičijo v celicah v mešičkih, ki zapolnjujejo citoplazmo. Kadar so maščobni mešički v citoplazmi dovolj veliki, lahko tudi izpodrivajoi celično jedro, kar se imenuje makrovezikularna steatoza. Blažja oblika kopičenja maščobe v celici zanjo običajno ni usodna, hujše kopičenje maščob pa lahko ovira normalno delovanje drugih celičnih komponent, v skrajni obliki pa lahko celica celo poči.